# 海州骨碎補
海州骨碎補（学名：Davallia trichomanoides）为骨碎補科骨碎補屬下的一个种。